# 암스테르담 왕궁

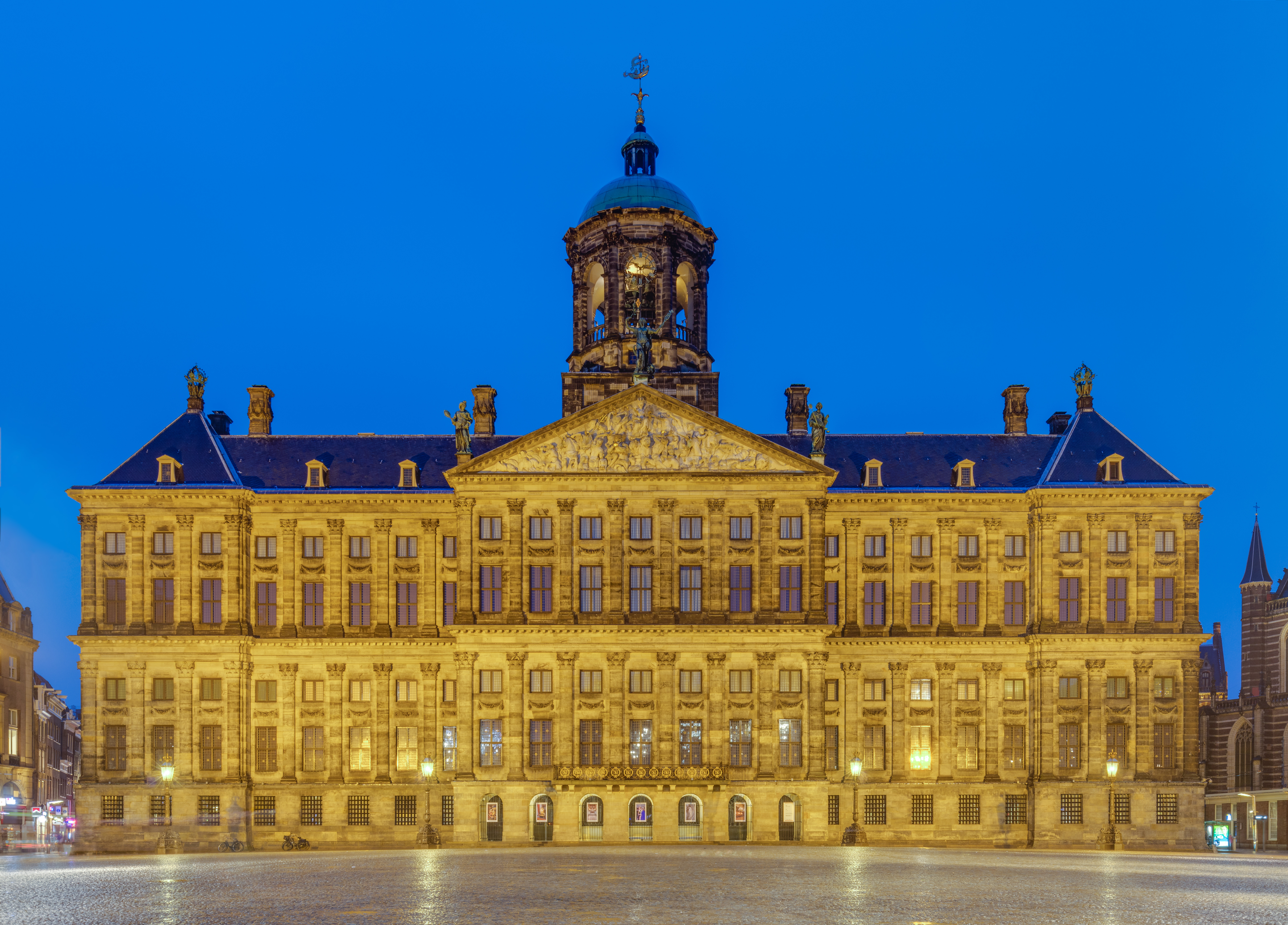
암스테르담 왕궁

암스테르담 왕궁(Koninklijk Paleis Amsterdam)은 암스테르담에 있는 왕궁으로서 국회 활동에 빌럼알렉산더르 국왕이 관여하는 집무소의 역할을 하는 세 궁전 중의 하나다. 암스테르담 중앙에서 담 광장(De Dam) 서쪽에 자리하고 있다. 전쟁 기념탑의 건너편이기도 하다.

## 시청
건물은 제이콥 판 캄펜(Jacob van Campen)이 1648년부터 건설에 착수하였으며 원래는 암스테르담 시청사이다. 13,000여 개에 달하는 나무기둥과 재료를 비롯해 총 850만 휠던이 들었다. 석재로는 독일의 벤다임 지역에서 나는 황금빛의 사암을 썼으며 전체 건물에 쓰였다. 황금빛과 비슷한 색조 덕에 매 시간마다 일조량의 차이에 의해 빛깔이 달라진다.
건축가는 로마의 궁전에 깊은 영감을 받아 로마의 공공기관처럼 암스테르담에 북부의 로마식 건물을 짓고자 하였다. 17세기 네덜란드 공화국의 엄청난 번영에도 불구하고 문화적, 상징적 건물과 문화적 인식의 부재를 상당부분 느끼고 있었던 당대의 정재계 인사들에게도 반가운 소식이었다. 기술적 보충은 후에 시청사 계획을 맡은 다니엘 스탈파렛이 공조하였으며 조각상의 경우 아르터스 케리즌이 맡았다.
내부 공간은 눈부신 풍요로움의 상징과도 같다. 중앙 홀은 120 피트 길이이며 60 피트 넓이 정도이고 바닥재는 대리석을 쓰고 있는데 바닥에는 두 개의 반구를 그린 지도가 있다. 서반구와 동반구가 있는데 당시 네덜란드의 식민지 정책과 관련된 것이다. 영토에 관련한 지도이기도 하며 육반구는 18세기 중반에 만들어졌고 17세기 초의 네덜란드 역사를 반영하고 있다.
궁전 맨 꼭대기에는 돔형의 포탑이 있으며 풍향계가 서 있다. 돔 바로 아래에는 네덜란드의 영해로 들어오는 배와 항구를 볼 수 있도록 몇 개의 창이 만들어져 있다.
1655년 7월 20일에 시장과 시의회의 결정에 따라 전면 개방되었으며 내부 장식은 암스테르담 시의 권위와 힘을 상징한다. 내부 그림은 고베르트 플링크를 비롯해 제이콥 요르단스 등의 작품이 있다. 램브란트의 가장 거대한 작품인 The Conspiracy of Claudius Civilis도 전시하였으나 몇달이 지나고 다시 돌려주었다. 당시에는 왕궁이 세계 8대 불가사의로 여겨질 만한 수많은 후보 가운데 속하였으며 오래도록 유럽에서 가장 큰 행정 목적 건물이었다.

## 궁전
애국주의자 혁명이 네덜란드 전체를 뒤엎은 후 새로 출범한 바타비아 공화국은 강제로 나폴레옹의 동생인 루이스 나폴레옹을 왕으로 1806년 취하게 된다. 헤이그의 궁전에 머물던 그는 암스테르담으로 건너와 시청사를 자신만을 위한 궁전으로 탈바꿈하였다.
네덜란드의 왕으로만 살줄 알았던 그는 결코 오래도록 머물지 못하였다. 1810년 7월 2일 루이스 나폴레옹 은 프랑스의 침공으로 강제 퇴위당하였으며 프랑스의 고문관이엇단 찰스 프랑수아 레번이 머물게 되었다.
나폴레옹의 권력이 무너지자 1813년 윌리엄 6세 왕자(Prince William VI)는 다시 네덜란드로 돌아왔다. 원형으로 복원하기 위하여 그는 복구 사업에 착수하였다. 대관식을 치르고 난 뒤 암스테르담이 네덜란드 왕국의 수도로 확정되면서 헤이그와 브뤼셀(벨기에와의 분리 전)은 행정 수도로 남게 된다. 이에 왕은 수도 내의 궁전이 필요하다는 사실을 절감하고 다시 시청사를 궁전으로 쓰기로 하였다.
1936년 네덜란드 왕국의 소유로 등재되었으며 국빈 방문과 새해 맞이, 클라우스 여왕 부군 상(Prince Claus Prize)을 수여할 때에 여왕의 공식 관저로 쓰인다.